# Stachys officinalis var. algeriensis
Stachys officinalis subsp. algeriensis é uma variedade de planta com flor pertencente à família Lamiaceae. 
A autoridade científica da variedade é (de Noé) Cout..

## Portugal
Trata-se de uma variedade presente no território português, nomeadamente em Portugal Continental.
Em termos de naturalidade é nativa da região atrás indicada.

## Protecção
Não se encontra protegida por legislação portuguesa ou da Comunidade Europeia.